# ماکس چارلز
ماکس چارلز (انگلیسی: Max Charles؛ زادهٔ ۱۸ اوت ۲۰۰۳) یک هنرپیشه اهل ایالات متحده آمریکا است. وی از سال ۲۰۱۰ میلادی تاکنون مشغول فعالیت بوده‌است.
از فیلم‌ها یا برنامه‌های تلویزیونی که وی در آن نقش داشته است می‌توان به سه کله‌پوک و آقای پیبادی و شرمن اشاره کرد.